# Alexander Kanoldt
Alexander Kanoldt (født 29. september 1881 i Karlsruhe; død 24. januar 1939 i Berlin) var en tysk maler og professor ved Kunstakademiet i Berlin.
Kanoldt kom 1891 i lære som dekorationsmaler på den lokale skole for brugskunst, og fra 1901 studerede han på Kunstakademiet, hvor en af studiekammeraterne var Adolf Erbslöh. Her dyrkede han neoimpressionisternes teknik intensivt. 1904 deltog han i en malerklasse hos den tyske maler Friedrich Fehr (1862-1927).
1908 grundlagde han Neue Künstlervereinigung München med blandt andre Alexej von Jawlensky, og 1913 blev han medlem af "Münchener Neue Secession", som måtte opløses 1937 under nazisterne.
Under 1. verdenskrig 1914-18 var han indkaldt som værnepligtig.
I 1920'erne foretog han rejser til Italien, der resulterede i billeder af landskaber og bygninger, blandt andet fra Olevano Romano, og 1925 i en udstilling "Neue Sachlichkeit" i Kunsthalle Mannheim.
1925-31 var han knyttet til Breslauer Kunstakademie, der blev lukket 1932.
I 1931 var han medstifter af Badische Secession i Freiburg, og samme år åbnede han en privat malerskole i Garmisch-Partenkirchen.
Skønt han 1933 blev professor ved kunstakademiet in Berlin, betragtede nazisterne hans arbejde som "Entartete Kunst", og 1937 blev hans værker beslaglagt.
| - Portrætter - En pige, 1911 - Halvnøgen, 1926 - Det røde bælte, 1929 - Selvportræt Ca. 1930 |

| - Stilleben - Kaffestel og æbler, 1909/10 - Visne blomster, ̈́Welke Blumen¸ 1910 - Stilleben VIII, 1919 - Stilleben med gummitræ, 1921 - Stilleben II, 1922 |

| - Stilleben med vaser, 1922 - Stilleben med kaktus, 1923 - Atelierbord, Atelier table, 1924 - Stilleben I Urtepotter Blumentöpfe, 1926 - Stilleben, Martwa natura, 1926 - Stillleben III med amaryllis, 1926 - Stilleben med vinduesudsigt 1936 |

| - Landskaber − bygninger - Flodbred, Flussufer, 1907 - Det røde hus, 1910 - Bayerske landsbyhuse under træer, ca. 1911 - Jernbro, 1911 - San Gimignano, 1913 - Solstråle, 1918 - By i dalen (Klausen), 1920 - Telegraftråde, 1921 - Olevano, 1927 - Fabrik bag træer, 1938 - Leutasch, Østrig, o. 1939 |